# Beilschmiedia mannii
Beilschmiedia mannii là một loài thực vật có hoa thuộc Họ Nguyệt quế. Loài này được Robyns & R. Wilczek miêu tả đầu tiên năm 1949.